# Muro Leccese
Muro Leccese ist eine südostitalienische Stadt (città).

## Geografie
Die Gemeinde hat 4655 Einwohner (Stand 31. Dezember 2023). Sie liegt in der Provinz Lecce in Apulien, etwa 32,5 Kilometer südsüdöstlich der Provinzhauptstadt Lecce im südlichen Salento.

## Geschichte

### Die Stadtmauerreste
Am nordöstlichen Stadtrand ist in der località Palombara, zwischen der Via San Francesco d’Assisi und der Via San Domenico Savio, ein kurzer Teil der einst insgesamt 3750 m langen messapischen Ortsbefestigung sichtbar, die ab dem 4. Jahrhundert v. Chr. ein Gebiet von etwa 107 Hektar umschloss.

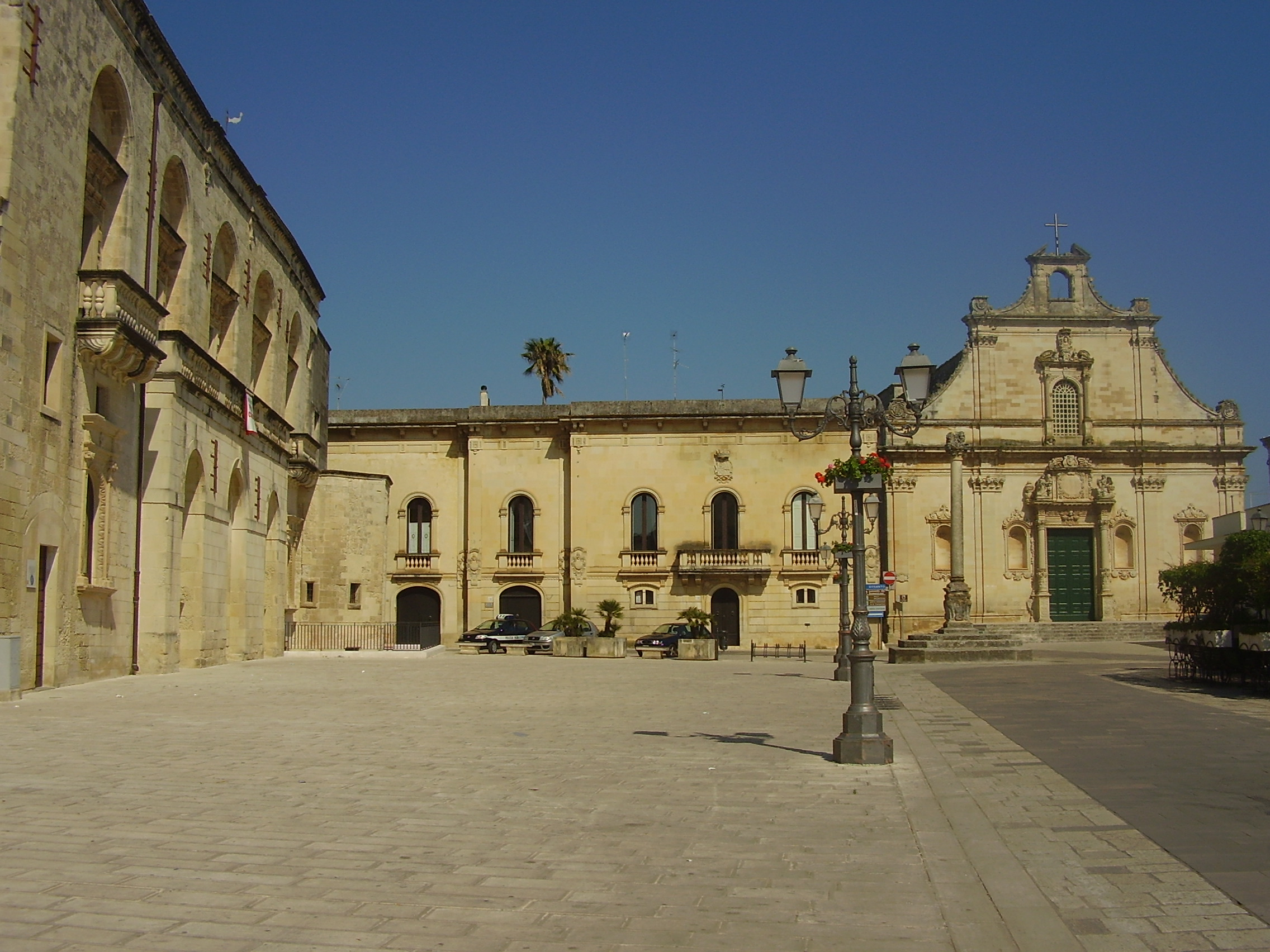
Piazza del Popolo

Der 840 m lange Abschnitt in der località Sitrie, mit dem Nordtor nahe der Masseria Sartina, gehört zum ausgedehntesten 3. Mauerring, dem zwei ältere vorausgingen. Die dort etwa 3,8 m breite und bis zu 3,0 m hoch erhaltene Mauer wurde aus gleichmäßigen Lagen großer Kalksteinblöcke errichtet. Der nur als Fundament erhaltene Turm wurde vermutlich später vorgesetzt.
In anderen Stadtbereichen sind noch ein 500 m und ein 40 m langes Teilstück der Mauer erhalten.

### Die Gebäude
In der Via Messapia, in der localita Cunella wurde ein Abschnitt einer etwa 8,0 m breiten Schotterstraße mit anschließenden Gebäuden aus der 2. Hälfte des 4. Jahrhunderts  v. Chr. untersucht. An der Straße lag
eine Anzahl rechteckiger Räume, die rückseitig auf einen großen
Hof mit Zisterne öffneten. Im Zentrum eines Raumes stand ein altarähnlicher Kalksteinblock mit Ritzverzierungen. Auf dem Nachbargrundstück wurde auf einer Plattform ein freistehender Bau errichtet, eventuell ein Kultbau.
Nahe den Gebäuden befanden sich einige Halbkammergräber aus der  1. Hälfte des 3. Jahrhunderts v. Chr. Zu den Beigaben der Bestatteten gehören Strigiles, Bronzesporen, Bronzefibeln, vergoldete Silberperlen, Goldperlen und ein Schildkrötenpanzer, der einst den Klangkörper eines Zupfinstrumentes (Lyra) bildete.
An der Piazza del Popolo liegt das 2004 eröffnete Museo di Borgo Terra, das eine Ausstellung der Stadtgeschichte vom Mittelalter bis in die Neuzeit zeigt.
Beim Ort stehen die fünf Menhire von Muro Leccese aus der Bronzezeit.
Der Normanne Wilhelm Bosco war 1156 der erste Herr über die wenige Jahre zuvor gegründete Siedlung, die sich aus Bewohnern vorher durch die Sarazenen zerstörter Ortschaften zusammensetzte.
Die Gemeinde führt seit 1999 den Titel Città (Stadt).

## Verkehr
Durch die Gemeinde führt die Strada Statale 275 di Santa Maria di Leuca von Lecce zum südlichen Ende des Salento.
Der Bahnhof der Stadt liegt an der Bahnstrecke Zollino–Gagliano Leuca.